# Alkibiades
Alkibiades var en græsk politiker (451/50 f.Kr - 404 f.Kr). Hans fulde navn var Alkibiades Kleiniou Skambonides, "Alki'biades, søn af Kleinias fra deme (= amt, egn, område) Skambonidai".

## Opvækst
Alkibiades blev født i Athen som søn af Deinomake (Perikles' kusine) og Kleinias 2., der kom fra en mere ubetydelig familie. Hun kunne spore sin familie tilbage til Evrysakes og Ajax. Alkibiades tilhørte dermed på morssiden alkmaionidernes mægtige og kontroversielle slægt. Hans morfar hed også Alkibiades og var ven med Kleisthenes, den berømte grundlovsreformator sent i 500-tallet f.Kr. Efter at Kleinias 2. faldt i slaget ved Koroneia i 447 f.Kr., blev Perikles og Arifon hans værger. Alikibiades havde ifølge Plutark flere berømte lærere fx Sokrates, og han var godt oplært i retorik. 
Hans amme hed Amykla og kom fra Sparta. Thrakeren Zopyros var ansat som "pædagog", som i antikken betød, at han fulgte drengen til og fra sportsøvelser og undervisningstimer, overværede dem og bar drengens instrumenter for ham. Nederlaget i Koroneia medførte, at Athen tabte kontrollen over naboregionen Boiotien. Efter Kleinias' død blev Perikles værge for den fire år gamle Alkibiades og hans lillebror Kleinias 3. til 434 f.Kr. Ifølge Platon sendte Perikles Kleinias til sin bror Arifron, muligvis for at holde ham borte fra Alkibiades' dårlige påvirkning. Men inden et halvt år sendte Arifron drengen tilbage til Perikles, som imidlertid heller ikke ville tage ansvar for Kleinias, men igen overlod ham til hans storebror Alkibiades. På det tidspunkt var Perikles travlt optaget af genopbygningen af Akropolis, som blev ødelagt under den persiske invasion i 480 f.Kr. og har næppe haft overskud til at få skik på sin kusines to faderløse sønner.
Der skal have bestået et nært forhold mellem Sokrates og Alkibiades, da denne var teenager. Alkibiades havde mistet sin far så tidligt, at han kan have søgt en tilknytning og nærhed, han ikke fik hos sin fosterfar Perikles. (Langt senere skrev Plutark, at da Perikles brød sammen i 429 f.Kr. efter at have mistet sin søster og sine to sønner af første ægteskab i pesten, var Alkibiades blandt dem, der hjalp ham ud af sorgen og tilbage til hverdagen.) Men Perikles var en reserveret mand, opslugt af sine forpligtelser, mens Alkibiades var en selvhævdende, opmærksomhedskrævende ung mand. Ingen samtidige kilder omtaler noget forhold mellem Sokrates og drengen. Thukydid nævner det ikke, og de kilder, man har, er alle fra 300-tallet f.Kr.
Men ifølge Platon havde ingen andre af Sokates' mange omgangsvenner så nært et forhold til filosoffen som Alkibiades, muligvis med undtagelse for Platon. I så fald kan forholdet have vakt Platons jalousi og være baggrund for hans usympatiske skildring af Alkibiades i Drikkegildet (der udspiller sig i 416 f.Kr. men er skrevet omkring 380 f.Kr., hvor Platon kendte de to mænds skæbner). Den klassiske athenske form for pæderasti omfattede en ældre, aktiv erastes (= som elsker) som forsøger at forføre eromenos (= som elskes). Ifølge Platons dialog Alkibiades I benyttede Sokrates hverken ros eller smiger for at gøre indtryk på sin nittenårige samtalepartner, men påpegede tværtimod hans umodenhed og pålagde ham at arbejde med sin sjæl og udvikle sine dyder. I den proces skulle han ledes af Sokrates. Men da de to genses i Drikkegildet, hvor Alkibiades er blevet 35 år, skildres han som en fordrukken og ulykkelig mand, opfyldt af begær efter sin gamle mentor, der afviser ham.
Alkibiades havde en talefejl og udtalte r som l. Aristofanes gør nar af ham i stykket Hvepsene, hvor Alkibiades udtaler "Theoros" som "Theolos". Andre historier om hans opvækst bærer præg af at være anekdoter. I Plutarks biografi spillede Alkibiades en gang terning med nogle andre drenge på gaden. En vogn kom kørende, ligesom Alkibiades havde kastet terningen på kørebanen. Da vognen ikke gjorde tegn til at standse, lagde han sig ned foran den, og den skrækslagne kusk fik med nød og næppe hestene standset. Lige så anekdotisk er Plutarks beretning om Alkibiades' første offentlige optræden, da han gik forbi et møde i folkeforsamlingen og hørte applaus i anledning af en pengeindsamling til staten. Straks gik han op på podiet og gav selv et bidrag i alles påsyn. Men han glemte, at han holdt en vagtel under sin kappe, og idet den fløj op, hjalp hele folkeforsamlingen ham med at få den indfanget. Det var kaptajn Antiokhos, der fik fat på fuglen og dermed indledte et venskab med Alkibiades, der blev skæbnesvangert for dem begge.

## Mistanke om spartansk tilknytning
Allerede tidligt i sin politiske karriere blev Alkibiades mistænkt for at sympatisere med Sparta. Hans amme Amykla kom derfra, og selv hans navn stammede fra Lakonien. Dertil havde hans fars familie virket som proxenoi (gæstevenner) for besøgende fra Sparta. Alkibiades' farfar, som han var opkaldt efter, havde frasagt sig sin status som proxenos (konsul) for besøgende spartanere, efter at den athenske general Kimon var blevet fornærmet af Sparta i 464 f.Kr.
Alligevel blev de begge ostrakiseret for deres tilknytning til Sparta: Kimon i 461 f.Kr. og Alkibiades 2. året efter. Selv plejede Alkibiades et nært venskab med spartaneren Endios, som i 413 f.Kr. blev valgt til efor i sin hjemby. Alkibiades skal også have forsøgt at genoprette sin families spartanske proxeni.

## Militærtjeneste
Vinteren 433/2 f.Kr. gjorde befolkningen i byen Poteidaia i Khalkidiki oprør mod Athen. Oprindeligt var byen en korinthisk koloni. Nu indledte athenerne en belejring, der kom til at vare i tre år. Det kom kun til ét regulært slag, hvor både Alkibiades og Sokrates deltog, sandsynligvis under general Kallias. Alkibiades skal have fået en officiel anerkendelse for sin indsats. Rigtignok gav han Sokrates æren for, at han kom fra det med livet i behold; men fik lov til at beholde anerkendelsen. Da befolkningen i Poteidaia overgav sig vinteren 430/29, måtte de forlade hjembyen, der blev koloniseret af athenere.
I sommeren 424 f.Kr. planlagde flere byer i Boiotien et omfattende militærkomplot. En serie lokale oprør skulle støttes af Athen, der havde brug for at etablere alliancer med demokratiske regimer i området for at forhindre en krig på to fronter med boioterne nordfra og spartanerne vestfra. Blandt andet skulle Apollons helligdom i Delion besættes. Men komplottet blev afsløret, og den boiotiske hær under ledelse af Pagondas besejrede athenerne i slaget ved Delion. Ifølge Drikkegildet deltog Alkibiades som kavalerist, mens Sokrates var infanterist.
Thukydid omtaler dog ingen af Sokrates’ eller Alkibiades’ militære bedrifter – hverken ved Poteidaia eller ved Delion.

## Ægteskab og familie
Alkibiades og broren Kleinias var arvinger til en af Athens største formuer, og han fik som attenårig råderet over sin del. Da han var omkring 25 år, giftede han sig med Hipparete, datter af general Hipponikos, Grækenlands rigeste mand og søn af en af heltene fra slaget ved Marathon. Familien havde fået sin formue ved at udleje slaver til de statsdrevne sølvminer i Lavrion syd for Athen. Ifølge Plutark kom ægteskabet i stand, efter at Alkibiades uprovokeret havde slået Hipponikos i ansigtet som led i et væddemål med nogle kammerater. Da Alkibiades senere opsøgte Hipponikos i hans hjem for at bede om undskyldning, traf han Hipparete og forelskede sig i hende. Hipponikos lod sig charmere og gik med til ægteskabet, mens pigens bror Kallias 3. havde mistanke om, at svogeren var mest interesseret i medgiften på ti talenter. Han skrev derfor et testamente, hvorefter hans egen formue skulle tilfalde det athenske folk, hvis han døde uden arvinger. Imidlertid ødslede Kallias sin enorme formue væk og døde fattig. Hipparete havde også en anden bror eller halvbror, Hermogenes, som var Xenofons informant i hans bog Sokrates’ forsvarstale. Perikles havde, for at kunne leve sammen med Aspasia fra Milet, skilt sig fra sin første kone, der på sin side giftede sig med Hipponikos, så hun altså blev Alkibiades' svigermor. 
Ægteskabet lagde ingen dæmper på Alkibiades' udsvævelser og omgang med prostituerede. Hipparete flyttede til sin bror, uden at det gjorde indtryk på ægtemanden. De havde en datter, Ipparetea, og en søn, Alkibiades 4. (Sandsynligvis var der tidligere født en søn, efter traditionen opkaldt efter sin farfar Kleinias og død som lille.) Hipparete ønskede skilsmisse efter loven, men da måtte hun selv opsøge en dommer på Athens agora, torv. Alkibiades passede hende imidlertid op og slæbte hende med hjem. Ingen vovede at protestere. Den eneste kilde til denne historie er Plutark, som nøgternt fastslår, at hensigten med at loven tvang kvinden ud i det offentlige rum for at finde en dommer, netop var, at ægtemanden derved fik anledning til at forhindre hende fysisk, som Alkibiades gjorde. Han havde nemlig ikke råd til at tilbagebetale hendes medgift. - Hipparete blev boende hos sin mand efter bortførelsen, men døde kort tid efter, mens Alkibiades opholdt sig i Efesos.  Om hans liv sagdes det, at han "som dreng forførte mænd fra deres koner, og som ung mand forførte koner fra deres mænd". Komedieforfatterne Eupolis og Ferekrates skal have latterliggjort Alkibiades' tøjlesløshed overfor kvinder.

## General
I marts 421 f.Kr. indgik Athen og Sparta en 50-årig fredsaftale. Som general 420-418 f.Kr. rejste Alkibiades til Patrai, hvor han overtalte befolkningen til at forlænge bymurene, så de nåede helt ned til havet. Ifølge Thukydid havde det krænket ham dybt, at spartanerne foretrak den erfarne general Nikias frem for ham selv som forhandlingspartner. Det kan være baggrunden for, at han i foråret 420 f.Kr. som nyvalgt general inviterede Spartas nabostater Argos, Elis og Mantineia til at indgå en alliance med Athen, der ville true spartanernes kontrol over Peloponnes.
De sendte da også straks en delegation for at rydde op i alle uoverensstemmelser med Athen. Alkibiades narrede delegationen til at give folkeforsamlingen indtryk af, at den ikke havde fuldmagt. I stedet lovede han at tale deres sag, så Sparta kunne få Pylos tilbage. Men da spartanerne havde gjort som aftalt, gik han til angreb på dem og anklagede dem for dobbeltspil, så folkeforsamlingen afviste Spartas tilbud. Vinteren 419/8 f.Kr. lykkedes han endeligt at overtale athenerne til at bryde fredsaftalen og indgå en hundredårig alliance med Spartas modstandere Argos, Elis og Mantineia; men i sensommeren 418 f.Kr. fik spartanerne oprejsning for bedraget ved at vinde slaget ved Mantineia, hvor athenerne stod under ledelse af general Lakhes, der blev dræbt under slaget.
I 416 f.Kr. blev Alkibiades nomineret til ostrakisering (forvisning) måske for at få sat en stopper for den politiske strid mellem ham og Nikias. Det endte med, at en tredje part, demagogen Hyperbolos, fik flest stemmer. Hyperbolos blev længe anset som en vilkårligt valgt, betydningsløs kandidat; men under det oligarkiske kup i 411 f.Kr. var han stadig i eksil på Samos, hvor oligarkerne sørgede for at få ham myrdet, så de må have oplevet ham som en reel trussel. Hans ostrakisering blev historiens sidste. Ifølge Plutark førte Alkibiades' og Nikias' manøvre til, at ordningen blev nedlagt, idet folk indså, at den var ved at blive et redskab for overklassen - som den var ment at holde i skak - når de simpelthen kunne manipulere afstemningen til at ramme en udenforstående.
I foråret 416 rejste Alkibiades til Argos, hvor han arresterede 300 indbyggere, der var under mistanke for alliance med Sparta. Athenerne angreb også øen Milos, der vistnok var koloniseret fra Sparta og den eneste ø-stat i Ægæerhavet, der havde undgået medlemskab i det attiske søforbund. Efter belejring overgav Milos sig, hvorefter athenerne henrettede alle våbenføre mænd, mens kvinder og børn blev solgt som slaver. Rygtet mente, at også Alkibiades købte en kvinde fra Milos og fik en søn med hende. I 416 deltog Alkibiades også i de 89. olympiske lege med syv hestespand og vandt både første-, anden- og fjerdepræmie. Flere bystater kæmpede om at vinde hans gunst ved at overøse ham med kostbare gaver. Selv fik han et portræt af sig selv ophængt i festsalen ved indgangen til Akropolis. Det forlød, at han bestilte billedkunstneren Agatharkos fra Samos til at udsmykke sit hjem. Agatharkos protesterede, da han allerede var ansat af andre. Alkibiades skal derfor have spærret kunstneren inde hjemme hos sig, til den ønskede udsmykning var udført. Agatharkos, der ifølge Vitruvius var den første kunstner, der benyttede centralperspektiv for at skabe dybdevirkning i malerkunst, blev rigeligt belønnet; men athenernes reaktion på Alkibiades' livsførelse varierede fra næsegrus beundring til offentlig fordømmelse.
I 415 f.Kr. fik Alkibiades overtalt athenerne til et storstilet felttog mod Syrakus med ham selv som leder. Baggrunden var den sicilianske by Egestas anmodning om støtte i en strid med nabobyen Selinunte. Folkeforsamlingen vedtog at sende 60 skibe afsted ledet af generalerne Nikias, Alkibiades og Lamakhos. Men den erfarne Nikias frarådede stærkt at sende en flåde til Sicilien og bad forsamlingen om at omgøre sin beslutning. Alkibiades svarede med at påstå, at kontinuerlig krig kan være en kilde til lærdom og årvågenhed. Åbenbart støttede han sig til Athens nyvundne ambitioner om et omfattende imperium. For femte gang blev han på trods af sin begrænsede krigserfaring valgt til general. Hans projekt påførte Athen et af byens største militære nederlag og bidrog væsentligt til byens fald 12 år senere. Thukydid understreger athenernes uvidenhed om, hvad de havde givet sig i kast med: De havde kun et uklart begreb om Siciliens størrelse og øens talrige og meget sammensatte befolkning.
Lige før ekspeditionens afrejse vågnede athenerne op, til at byens statuer af Hermes var blevet ødelagt. Snart blev der rejst tiltale mod Alkibiades på vidneudsagn om, at han skulle have arrangeret en parodi af de eleusinske mysterier i et privathus. Anklagen blev ovenikøbet fremført af Thessalos, barnebarn af Miltiades, helten fra slaget ved Marathon. Alkibiades blev hjemkaldt til forhør, men da skibene lå i havn ved kolonien Thurioi i Italien, flygtede han og hans følge i land og via omveje til Athens hovedfjende, Sparta. Athenerne dømte flygtningene til døden in absentia. Alkibiades' ejendomme blev konfiskeret, og byens præster og præstinder pålagt at forbande hans navn.

## Eksil i Sparta
I Sparta etablerede han sig som rådgiver for bystatens lederskab. Han lykkedes ovenikøbet i at få dem med på en undsætningsekspedition til det fjerntliggende Sicilien i 413 f.Kr. skønt spartanerne traditionelt stillede sig yderst modvillige til ethvert projekt i nævneværdig afstand fra Peloponnes. Selv en fremrykkende persisk hær havde ikke været nok til at få dem til Marathon, og selv til slaget ved Thermopylæ sendte de kun 300 mand. Nu dristede de sig pludselig helt til Sicilien, hvor det afgørende slag stod i havnebassinet syd for Syrakus. De dygtige athenske sømænd med lette skibe måtte se sig rendt i sænk af spartanernes tunge fartøjer, og Athen mistede over 30.000 soldater i løbet af en uge. Flygtende soldater blev indhentet ved floden Assinaros, der ifølge Thukydid farvedes rød af blod under massakren, inden Nikias overgav sig til general Gylippos. 7.000 athenske krigsfanger blev sat til at slide i stenbruddene nordøst i Syrakus; men senere genvandt ifølge Plutark flere af dem friheden ved at recitere vers af Euripides, som sicilianerne elskede. General Gylippos kunne dog ikke forhindre, at de athenske generaler Nikias og Demosthenes blev henrettet af Syrakus' befolkning.  Blandt andre henrettede var Alkibiades' farbror og navnebror, Alkibiades fra Fegos. Under retsopgøret efter ødelæggelsen af Athens Hermes-statuer i 415, blev han anklaget for at have forledt Diokleides til at indgive en falsk anklage. Diokleides påstod at have set omkring 300 mænd samlet den nat, helligbrøden fandt sted, og gav "de 500's råd" en liste med 42 navne (deriblandt to af rådets egne medlemmer). Anmeldelsen resulterede i en massearrestation af dele af Athens overklasse. I krydsforhør indrømmede Diokleides sin løgn og udpegede Alkibiades fra Fegos som en af bagmændene. Sidstnævnte flygtede til Syrakus. Da den athenske general Thrasyllos nu fandt ham blandt krigsfangerne, befalede han ham straks stenet i stedet for at sende ham til Athen sammen med de andre fanger.
Alkibiades skal have levet nøjsomt og spartansk under sit ophold i Sparta, men til gengæld have indladt sig med kong Agis 2.s dronning Timaia, mens kongen selv holdt spartanernes fort i Dekeleia lige nord for Athen. Plutark fortæller, at Alkibiades var far til Timaias søn Leotykhides; og det er et faktum, at Leotykhides måtte trække sig som tronarving i 398 f.Kr. efter at general Lysander havde bestridt, at han var "ægtefødt". I 412 f.Kr. var Alkibiades' forhold til dronningen kommet den spartanske offentlighed for øre, og han tilbød derfor at rejse til bystaterne i Ægæerhavet og Lilleasien og opildne dem mod Athen. Sammen med sin ven, general Khalkideos, fik han igangsat oligarkiske oprør i byerne Milet, Erythrai, Klazomenai og på øen Chios. Samme år forsøgte athenerne at genvinde Milet ved hjælp af en lille flåde ved øen Lade. Alkibiades deltog i slaget om Milet på spartansk og persisk side, men han kæmpede mod divisionen fra Argos, og undslap en konfrontation med de athenske soldater, der tabte slaget og trak sig tilbage til Samos under general Frynikhos.

## Flugt til Lydien
Vinteren efter bad kong Agis af Sparta general Astyokhos om at få Alkibiades henrettet, men han var allerede flygtet i sikkerhed hos satrapen i Lydien, Tissafernes, i Sardes (kong Krøsus' gamle hovedstad). Tissafernes modtog ham med åbne arme og gjorde ham straks til sin nærmeste rådgiver. Ved hoffet i Sardes blev han kendt for at overgå perserne i overdådig livsførelse. Samtidig var hans råd til perserne præget af hans ønske om at vende hjem til Athen. En overgang samarbejdede han ovenikøbet med oligarkerne i hjembyen, men efter deres magtovertagelse i 411 f.Kr. slog han om, efter at en ekspedition fra den athenske flåde på Samos opsøgte ham i Sardes og tilbød ham retslig immunitet, hvis blot han kom hjem. I september 411 afsatte folkeforsamlingen i Athen det oligarkiske styre efter kun fire måneder og gik i gang med at indføre en række reformer, selv om de fastholdt oligarkernes ophævelse af løn for statsembeder. Alkibiades rejste imidlertid ikke hjem til Athen, men blev leder af den athenske flåde på Samos, hvor der sommeren 412 f.Kr. fandt et folkeligt oprør sted mod aristokratiet. Athenske soldater havde støttet oprøret, og Samos blev belønnet med en autonom stilling i det athenske imperium. Med sin centrale beliggenhed og sit nyetablerede demokrati var øen velegnet som base for den athenske flådes opgave med at begrænse uroligheder i Ægæerhavet.
Alkibiades havde en ledende rolle i angrebet på Kyzikos i 410 f.Kr. der sikrede Athens kontrol over søvejen fra Det Sorte Hav til Ægæerhavet; og ligeledes under erobringen af Khalkedon (det nuværende Kadiköy) i 408 f.Kr. Khalkedon var koloniseret fra Megara i 685 f.Kr. og var den første græske bosætning ved indsejlingen til Bosporus. På østsiden af Bosporus etablerede han en toldstation i Khrysopolis (= Guldbyen, det nuværende Üsküdar i Istanbul). Han erobrede først øen Prokonnessos i Marmarahavet, og benyttede den som base for et angreb på Khalkedon. Under slaget om byen faldt general Hippokrates fra Sparta, og satrapen Farnabazos blev tvunget til at betale athenerne tyve talenter, for at de skulle afstå fra at rasere byen. Alkibiades indtog også Byzantion, og fik de derværende spartanske soldater afvæbnet og sendt til Athen, som dermed genvandt kontrollen over indsejlingen til Bosporus. I Hellesponten stod nu kun Abydos under spartansk kontrol, men også den var under athensk blokade.

## Athens mægtigste mand
Med sin ubrudte serie af militære sejre 411-07 f.Kr. blev Alkibiades ikke overraskende genvalgt til general af folkeforsamlingen. Først da vendte han tilbage til Athen. Gennem fire års vellykket krigsførelse havde han oprettet en række militære støttepunkter og kanaliseret så store pengebeløb til sin hjemby, at den fik råd til at genoptage Perikles’ storslåede projekt, Erekhtheion-templet på Akropolis. En begejstret mængde strømmede til Piræus for at modtage generalen, der med titlen hapanton hegemon autokrator blev Athens mægtigste mand. Han fik erstatning for de ejendomme, der var blevet konfiskeret i 415, og stelerne, hvor dommen mod ham var indridset, blev smidt i havet. Forbandelsen, som eumolpiderne (familien, der administrerede de eleusinske mysterier) havde lyst over ham, blev ophævet.
Alkibiades' første militære nederlag fandt også sted i 407 f.Kr. ved Notion 20 km nordvest for Efesos. Alkibiades skulle møde sin kollega Thrasybulos i land. Efter sædvane skulle en general overlade kommandoen til en trierark (høvedsmand på en trireme). Men Alkibiades overlod kommandoen til sit eget skibs kaptajn, Antiokhos, som havde fanget vagtelen den gang i folkeforsamlingen. Han instruerede ham om at holde sig i ro og ikke genere spartanernes flåde, der under Lysanders kommando var trukket i land for at tørres og repareres. Men Antiokhos sejlede alligevel med to skibe til Efesos for at tirre Lysander til kamp, og flere kom til, så Lysander til sidst mobiliserede sin flåde og knuste athenernes dårligt planlagte angreb. Antiokhos selv blev dræbt, og 15 triremer gik tabt, før athenerne tog flugten. Alkibiades fik bud om miseren og førte den resterende athenske flåde til Samos. Muligvis var det i et forsøg på at genrejse sit renommé, at han bagefter angreb den ubetydelige by Kyme på den lydiske kyst. Kyme var medlem af det attiske søforbund, så han måtte begrunde sit angreb med en serie anklager mod byen, sandsynligvis anklager om manglende loyalitet over for Athen. Han tog en række af byens indbyggere til fange; men da befolkningen gik til modangreb, var hans soldater helt uforberedte og gav slip på fangerne, før de selv flygtede til havs. Alkibiades hentede en hær af hoplitter fra Lesvos og udfordrede Kyme til kamp; men da hans udfordring forblev ubesvaret, måtte han nøjes med at plyndre markerne udenfor bymuren, før han rejste sin vej. Kyme på sin side sendte en delegation til Athen og anklagede ham for uprovokeret angreb på en allieret. Samtidig dukkede der anklager op om, at han fortsat arbejdede for Spartas interesser, og i hemmelighed forsøgte at indynde sig hos satrapen Farnabazos i Lydien.

## Overløber til perserne
Tidligt i 405 besluttede Lysander at genvinde Spartas kontrol over korntransporten fra det Sorte Hav og sejlede ind i Hellesponten. Den athenske flåde fulgte efter og lagde sig i egnen kaldt Gedefloderne (Aigospotamoi). De to flåder lå på hver sin side af Hellesponten, som her er 2½ km bred. Alkibiades var på sit slot i Paktye 20 km længere nord og kom til, men athenerne afviste hans råd. Den femte dag gik Lysander til angreb og vandt en knusende sejr. Slaget ved Aigospotamoi bragte den athenske militærmagt til et bundniveau. Kun general Konon undslap med otte skibe, deriblandt stats-triremen Paralos, som blev sendt direkte til Athen med bud om det indtrufne. Lysander ødelagde resten af flåden og tog 4.000 fanger. Af disse var omkring 3.000 athenske statsborgere. Med undtagelse af general Adeimantos blev alle henrettet. Adeimantos blev skånet, fordi han i folkeforsamlingen som den eneste modsatte sig athenernes planer om at hugge hænderne af alle krigsfanger. Lysander ville åbenbart belønne Adeimantos for hans menneskelighed. Kort efter slaget ved Aigospotamoi havde alle stater i det attiske søforbund, undtagen Samos, brudt med Athen, hvor de skrækslagne indbyggere forberedte sig på en belejring. Kong Agis lå allerede i Dekeleia og slog nu lejr ved olivenlunden Akademeia, hvor Platon senere etablerede sin skole, kun en km nord for Athen. Lysander ankrede op i Piræus med 150 skibe efter at have frigjort Aigina og Melos fra athensk overherredømme. Athenerne klarede delvist at bryde blokaden ved at kapre handelsskibe, som passerede Kap Sounion på vej til Peloponnes.
Flere af de græske bystater gik ind for, at Athen skulle jævnes med jorden. Sparta nøjedes med at forlange, at athenerne nedrev murene til Piræus, indskrænkede krigsflåden til syv skibe, tilbagekaldte alle borgere i eksil (hvorved også Thukydid kom hjem til Athen) og ellers fulgte Spartas interesser. Foråret 404 f.Kr. gik athenerne endelig med på kravene, og til musik fra fløjtespillende kvinder begyndte nedrivningen af bymurene. Den peloponnesiske krig blev afsluttet med Lysanders erobring af Samos, hvor han etablerede et nyt styre. I Athen fik man et oligarki, "de 30 tyranner", der tog livet af omtrent 1.500 athenere, samt 60 af de rigeste metoikoi (= ikke-athenere, "indvandrere"), så "de 30" kunne konfiskere deres formuer. Mange athenere turde ikke være i byen, men bosatte sig i Piræus, Megara og Theben. Alkibiades holdt sig på sine slotte i Thrakien.  Ifølge taleskriveren Lysias, der selv var flygtet til Megara, tilkaldte han sin søn Alkibiades 4. for at kritisere hans udsvævende livsførelse, men sønnen gik i ledtog med en af sin fars fjender og røbede slottets beliggenhed, så Alkibiades så sig nødt til at tage sin egen søn som gidsel og holde ham indespærret på slottet.

## Alkibiades' død
Som flygtning i Frygien havde Alkibiades fortsat kontrol over sin private hær af thrakiske lejesoldater. Han fik nys om, at Kyros den Yngre med støtte fra Sparta planlagde at vinde tronen fra sin bror Artaxerxes 2.
Alkibiades øjnede hermed en mulighed for at indynde sig hos den nye perserkonge og ville opsøge Artaxerxes 2. personligt, en rejse på 2.500 km til hovedstaden Susa. Til et sådant foretagende behøvede han støtte fra satrapen Farnabazos og betroede ham, hvad han vidste. Imidlertid havde Farnabazos selv brug for perserkongens gunst, så han sendte sit bud af sted til Susa med informationen. Alkibiades besluttede at søge hjælp hos satrapen i Paflagonien på sydkysten af det Sorte Hav; men Farnabazos udsendte på Lysanders og "de 30 tyranner"s opfordring en henrettelsesordre på ham. Beskrivelsen hos Diodoros, Plutark og Cornelius Nepos har de samme hovedtræk: I en landsby i Frygien overnattede Alkibiades sammen med sin frille Timandra. Huset de opholdt sig i, blev omringet og sat i brand. Alkibiades vågnede, stormede ud med sværdet trukket, mens Farnabazos' mænd på afstand lod spyd og pile regne over ham. Ifølge Plutark sørgede Timandra for en strålende begravelse i Frygien, hvorimod Nepos mente, at forfølgerne bragte Alkibiades' hoved til Farnabazos, mens Timandra dækkede den døde krop med en kjole og lod den brændes sammen med huset.

## Efterkommere
Efter Alkibiades’ død faldt også alkmaionidernes status i Athen. I tekster fra 300-tallet f.Kr findes kun få henvisninger til familien, og omhandler udelukkende begivenheder fra 400-tallet f.Kr. 
Hans søn, Alkibiades 4., optræder i to retssager. Den i 397 f.Kr var rejst af en af hans fars tidligere samarbejdspartnere, som forlangte økonomisk kompensation, fordi han uretmæssigt skulle have tilranet sig æren for sin enorme succes i olympiaden i 416. Til sit forsvar, ført i pennen af taleskriveren Isokrates, anfører Alkibiades 4., at han allerede har lidt nok: "Straks efter min fødsel blev jeg forældreløs ved min fars flugt og min mors død. Før jeg var fire, kom mit liv i fare, fordi min far var i eksil, og mens jeg endnu var barn, blev jeg selv udvist af "de tredive" [tyranner]. Da "mændene fra Piræus" [tyrannernes modstandere] blev rehabiliteret, og alle andre fik ejendele tilbage, sørgede min fjender for, at jeg som den eneste ikke fik tilgang til landområder, der blev delt ud som kompensation for konfiskerede ejendele." Dertil kom en sag mod Alkibiades 4. for at have unddraget sig militærtjeneste i krigen mod Sparta i 395 f.Kr.
Først en anklage for desertering, dernæst en anklage for at have tilsneget sig en plads i kavaleriet, skønt han var indrulleret som hoplit. Det var en velkendt måde at undgå den hårde hoplit-tjeneste på, og et tab for hæren, idet hoplitterne var mere effektive i angrebskrig end ryttere, mens kavaleriet var mere beskyttet ved tilbagetrækning. Begge anklager var ført i pennen af taleskriveren Lysias.
Alkibiades 3. anses at have fået flere børn uden for ægteskab: Plutark fortæller, at han fik en søn med sin frille fra Milos, efter at øen blev underlagt Athen i 416 f.Kr. Dronning Timaias søn Leotykhides måtte afstå fra tronen i Sparta, fordi Timaia ifølge rygterne havde haft samkvem med Alkibiades. Muligvis fik han også en datter med en Meontis fra Abydos, og en søn med en kvinde fra Samos.

## Eftermæle
Retorikeren Athenaios fortalte i 200-tallet e.Kr. , at han havde set et mindesmærke ved Alkibiades' grav i Frygien. Under krigen mod samnitterne (343-290 f.Kr.) pålagde oraklet i Delfi romerne at rejse statuer af den klogeste og den modigste græker. Valget faldt på Pythagoras og Alkibiades, og statuer af dem blev rejst i hvert hjørne af folkeforsamlingens mødeplads på Forum Romanum. Der stod de, til diktatoren Sulla fik området ryddet for at bygge en ny senatsbygning i 80 f.Kr. Kejser Hadrian sørgede for at rejse en marmorstatue af Alkibiades på hans gravsted i Frygien, og at en okse blev årligt ofret ved graven som led i en kultisk markering. Alkibiades blev også hædret i Sparta med en mosaik, der i dag kan ses i byens arkæologiske museum.
I Aristofanes' komedie Frøerne diskuterer personerne Aiskhylos og Euripides, hvordan bystaten skal håndtere en fyr som Alkibiades. Feidippides i Skyerne er en parodi på Alkibiades og fragmenter fra Aristofanes’ Trifales (= Tre falloser) ligeså. Eupolis' komedie Baptai tegnede et så uartigt portræt af politikeren, at en skrøne vil have, at Eupolis var på Alkibiades' skib under ekspeditionen til Sicilien og blev smidt i havet af en rasende Alkibiades. Retorikeren Libanios fra Antiokia (314-94 e.Kr.) mente, at komedie-genrens succes i 400-tallet f.Kr. skyldtes Alkibiades som rollefigur.
Den danske forfatter Holger Drachmann har skrevet et skuespil om Alkibiades.